# نامو
في الأساطير السومرية، نامو (أيضا ناما، تكتب بالرسم الفكري 𒀭𒇉𒀭𒇉 دناما = dإنغور) كانت آلهة بدائية توافق تيامات في الأساطير البابلية.
كانت نامو إلهة بحر (إنغور) التي أنجبت (السماء) وكي (الأرض) والآلهة الأولى، التي تمثل أبزو، والمحيطات العذبة التي أعتقد السومريون بأنها ملقاة تحت الأرض، مصدر الماء الذي يعطي الحياة والخصوبة في بلد لا يكاد يسقط المطر فيه.
لا تيشهد نامو بشكل جيد في الأساطير السومرية. ربما كان لها أهمية أكبر في الفترة ما قبل التاريخ، قبل أن يتولى إنكي معظم مهامها. يمكن العثور على مؤشر على أستمرار صلاتها في أسم أور نمو، مؤسس سلالة أور الثالثة. ووفقاً للنص الأسطوري الجديد السومري إنكي ونينماه، فإن إنكي هو ابن آن ونامو. نامو هي الإلهة التي «ولدت الآلهة العظيمة». وهي التي لديها فكرة خلق البشرية، وتذهب لإيقاظ إنكي، الذي هو نائم في أبزو، حتى يتمكن من السير في العملية.
لقد أفاد أتراحسيس-إيبوس بأن إنليل طلب من نامو إنشاء البشر. وأخبرته نامو بأنه بمساعدة إنكي (أبنها) يمكنها أن تخلق البشر على صورة الآلهة.
ريه تاناهيل في الجنس في التاريخ (1980) أنتقت نامو بأنها «المحرك الأول للإناث» في أساطير الكون القديمة. 

## وصلات خارجية
- الآلهة والإلهات القديمة في بلاد ما بين النهرين: ناما (آلهة)
- النصوص الإلكترونية مجموعة من الأدب السومرية